# 社会運動家一覧
社会運動家一覧（しゃかいうんどうかいちらん）は、社会運動を担う人物の一覧。

## 一覧

### あ行
- あおちゃんぺ - フェミニスト。
- 赤池龍
- アグネス・チャン - 歌手・教育者。国際連合児童基金（UNICEF）東アジア太平洋地域親善大使（UNICEF地域大使）。様々な児童に教育を行い、また発展途上国の児童に教育を進める活動を行っている。その一環で児童ポルノの撲滅を推進している（その「児童ポルノ」の中に漫画やアニメなども含むとしている）。
- 天野将典 - 日本駆け込み寺代表理事
- 天野恵一
- 雨宮処凛
- 池田香代子
- 石川金次郎 - 日本社会党の結成に関わった。
- 石川優実 - フェミニスト。「#kutoo」運動を展開。
- 石山アンジュ - 一般社団法人Public Meets Innovation代表、内閣官房シェアリングエコノミー伝道師、一般社団法人シェアリングエコノミー協会 常任理事（事務局長兼務）
- 伊藤詩織 - フリージャーナリスト。
- 伊藤千代子 - 製糸業最大の争議「山一林組争議」の労働者支援を行った。
- 岩根順子 - 「淡海文化を育てる会」発起人、「三方よし研究所」創立者・副理事長、ブルーレーク賞受賞。
- 上田修 - 「真正桃山労働組合」の結成に関わった。
- スタンリー・ウィリアムズ - ギャング暴力に反対する9冊の本を執筆。
- 宇都宮頼子 - とよのていねい代表理事
- クレイ・エイケン - 障害児のための教育基金であるブーベル・エイケン財団を設立。
- トッド・エルドリッジ - スペシャル・オリンピックへの支援や難病と戦う子供達を支援する組織のスポークスマン役を行った。
- 大空幸星
- 岡真理
- 岡村勲 - 岡村勲弁護士夫人殺害事件によって妻を殺害された犯罪被害者遺族。本村洋（光市母子殺害事件の被害者遺族）らとともに全国犯罪被害者の会（あすの会 / 2018年解散）を結成し、代表幹事を務めるなど、犯罪被害者の権利確立のための活動を行っていた。
- 奥田愛基

### か行
- ノーマン・カズンズ - 400名以上の孤児に対する支援を実施。
- 勝部元気 - フェミニスト。
- 金尻カズナ
- オラフ・カルトハウス - 反ようこそジャパンキャンペーンを展開。
- 川中だいじ
- リチャード・ギア - フィラデルフィアから人道賞であるマリアン・アンダーソン・アワードを贈られた。
- 北原みのり
- CANDLE JUNE
- ゴーピ・クリシュナ - 略奪の被害者や死亡者の遺族を救援。
- グレタ・トゥーンベリ
- ジョナサン・コゾル - 1996年にアニスフィールド・ウルフ図書賞受賞。
- 後藤静香 - 「希望社」を設立。
- 小山訓久- 日本の母子家庭と子供の支援。
- レイチェル・コリー - イラク戦争への抗議活動としてブッシュ米国大統領を被告とした模擬裁判を行った。

### さ行
- 佐藤行通 - 「世界宗教者平和会議」や「アジア仏教徒平和会議」の設立者。
- 澤地久枝 - 「九条の会」の呼びかけ人の一人。
- 志葉玲
- 下地真樹
- ジョルジュ・サンド - 女性権利拡張運動を主導するとともに、文学作品を書き続けた。
- 秋瑾 - 中国の革命家。
- 清古尊 - 「原爆ドーム合作絵画の会」主宰。

### た行
- 高田健二　オリパラ東京2020大会ホストタウン事業での活躍から「ホストタウンリーダー」として表彰。
- 高遠菜穂子
- 高野岩三郎 - 元日本放送協会会長。
- 高橋美香
- 竹下郁子 - 元記者。フェミニスト。
- 竹下景子
- 田中れいか - モデル
- 玉井義臣 - 「あしなが育英会」創始者・会長。
- 塚本正治 - 精神障害者運動家。
- 辻愛沙子 - 実業家。フェミニスト。
- 津田大介 - メディアアクティビスト。
- 土井敏邦
- 土井幸美
- ドロシー・デイ - シーザー・ジャベス (Cesar Chavez) とカリフォルニア農場労働者連合 (United Farm Workers of California) を支援するため、違法ストライキに敢えて参加した。

### な行
- 長坂真護 - アグボグブロシーにおける貧困および環境問題を訴えるアーティスト。
- 長澤榮治
- 仁藤夢乃
- 能條桃子
- チャック・ノリス - 俳優、作家、政治評論家。アメリカ合衆国退役軍人省、復員軍人援護局スポークスマン。アメリカ国防総省名誉海兵隊員。アメリカ国務省テキサス・レンジャー名誉会員。全米ライフル協会名誉会長。アメリカ国防総省退役軍人財団ベテラン・オブ・ザ・イヤー受賞。ジョージ・ブッシュ大統領・図書館財団マクレーン・リーダーシップ受賞。子供達をドラッグとギャングから守る「キックスタート・キッズ財団」創設者。
- 根津公子
- 野間易通

### は行
- ジョン・パーキンズ - エクアドル、世界各国のNPO活動に参加。
- 朴烈 - 「朴烈事件」の計画者。
- アンジェリカ・バラバーノフ - ロシアの女性革命家。
- アンリ・バルビュス - フランス共産党に入党し、ソ連擁護の立場で反ファシズム、反戦運動を展開した。
- イーデス・ハンソン - タレント・エッセイスト。アムネスティー・インターナショナル日本支部長を歴任。
- スティーヴ・ビコ - 南アフリカ共和国における「黒人意識運動」の創始者。
- ラール・ビハーリー - 「死後の生き生きとした社会活動」に対し、イグノーベル賞平和賞が授与された。
- 広河隆一
- ファン・ティー・キム・フック - キム財団を創設し、カナダ・ヨーク大学名誉法学博士、ユネスコの親善大使を務めている。
- 笛美  - フェミニスト。
- 藤井セイラ - エッセイスト、フェミニスト。
- 藤井美穂 - フェミニスト、プラスサイズモデル。
- 藤田孝典
- 藤原紀香 - 女優。国内外での慈善事業を積極的に行っている。
- 藤原ひろのぶ - バングラデシュにおいて、スラム街の子どもたちに食糧を支援する「ギフトフード」、および学校を建設する事業に力をそそいでいる。
- 古居みずえ
- ジョゼ・ボヴェ - フランス領タヒチのムルロア環礁核実験場海域に侵入して、核実験の中止を訴えた。

### ま行
- 増山麗奈 - 反戦アート集団「桃色ゲリラ」主宰
- 町田彩夏 - フェミニスト。「政治アイドル」。
- 松尾和政
- ミサオ・レッドウルフ - 首都圏反原発連合やno nukes more heartsで反原発活動を行っている。
- トマス・ミュンツァー - ドイツ農民戦争の指導者。
- 村崎サイ - 徳島文理大学の創立者。
- ジェームズ・メレディス - 公民権運動行進や1966年のテネシー州メンフィスからミシシッピ州ジャクソンまでの「恐怖に抗する行進」を指揮した。
- 元山仁士郎

### や行
- 山本和奈 - フェミニスト。
- 湯浅治郎 - 「廃娼運動」の先導役。
- 湯浅誠 - 特定非営利活動法人全国こども食堂支援センター・むすびえ理事長。

### ら行
- ラージー・アッ＝スーラーニー
- フランシス・ムア・ラッペ - 人口爆発を抑制するためには女性の地位の向上が必要であると主張している。
- ヴァネッサ・レッドグレイヴ - 反体制の闘士としても有名。その政治的発言やデモへの参加などでもよく知られている。